# Marcello De Dorigo
Marcello De Dorigo (Rocca Pietore, 2 giugno 1937 – Belluno, 9 settembre 2024) è stato un fondista italiano.

## Biografia
Nato il 2 giugno 1937 a Laste di Rocca Pietore, in provincia di Belluno, è entrato in nazionale nel 1957, a 20 anni.
A 22 anni ha partecipato ai Giochi olimpici di Squaw Valley 1960, chiudendo 9º con il tempo di 52'53"5 nella 15 km e 5º in 2h22'32"5 nella staffetta insieme a Giulio De Florian, Pompeo Fattor e Giuseppe Steiner.
4 anni dopo ha preso parte di nuovo alle Olimpiadi, quelle di Innsbruck 1964, terminando 27º con il tempo di 55'26"1 nella 15 km, 15º in 1h33'53"4 nella 30 km e 5º in 2h21'16"8 nella staffetta insieme a Giulio De Florian, Franco Nones e Giuseppe Steiner.
Nel 1958 e 1962 ha partecipato ai Mondiali, arrivando 5º nella staffetta 4×10 km sia a Lahti 1958 sia a Zakopane 1962.
Ai campionati italiani ha vinto 5 medaglie: 1 oro (1963) e 1 argento (1962) nella 30 km e 2 ori (1960 e 1962) e 1 argento (1963) nella 15 km.
Si è ritirato a fine 1964, dopo una disavventura durante degli allenamenti in Svezia che lo aveva costretto a venire amputato di 6 dita dei piedi, rimaste congelate. Nel 2016 la regista Lucia Zanettin ha diretto un film sulla sua vita e in particolare su quest'ultimo avvenimento, Le stelle di Celi.
È morto il 9 settembre 2024 all'ospedale San Martino di Belluno, dopo un breve ricovero, all'età di 87 anni.